# Skid Row (americká hudební skupina)
Skid Row je americká heavy metalová hudební skupina, která byla založena v New Jersey roku 1986. Svojí největší slávu kapela zažila na konci osmdesátých let a na začátku let devadesátých ve formaci, kterou tvořil Sebastian Bach (zpěv), Dave „The Snake“ Sabo (kytara), Scotti Hill (kytara), Rachel Bolan (baskytara) a Rob Affuso (bicí). V tu dobu první dvě jejich alba Skid Row (1989) a Slave to the Grind (1991) získala multiplatinové desek. Mezi jejich největší hity patří například „18 & Life“, „I Remember You“, „Youth Gonne Wild“, „ Monkey Business “, „ Slave to the Grind “, „ Wasted Time “ a „ In a Darkened Room “. Do roku 1996, kdy byl z kapely vyhozen zpěvák Sebastian Bach, skupina prodala celosvětově více než 20 milionů alb.
Skid Row se reformovali v roce 1999, s Johnnym Solingerem jako Bachovou náhradou a rotujícím obsazením bubeníků, posledním je Rob Hammersmith. Solinger nahrál s kapelou dvě alba – Thickskin (2003) a Revolutions per Minute (2006) tyto nahrávky sklidily smíšený příjem. V dubnu 2015 se Skid Row rozešel se Solingerem a nahradil ho bývalým zpěvákem Tonym Harnellem . O osm měsíců později však Harnell kapelu opustil. V lednu 2017 byl bývalý zpěvák DragonForce ZP Theart jmenován oficiálním zpěvákem poté, co strávil rok jako člen skupiny na turné. 26. června 2021 zemřel bývalý zpěvák skupiny Johnny Solinger, kapela o tom informovala na sociálních sítích. Theart  nakonec zůstal u Skid Row až do března 2022, kdy ho kapela nahradila švédským zpěvákem Erikem Grönwallem, který debutoval na svém prvním studiovém albu po 16 letech, The Gang's All Here, které vyšlo v říjnu 2022. Grönwall opustil Skid Row v březnu 2024 kvůli zdravotním problémům, protože musel upřednostnit úplné uzdravení po léčbě leukémie a zpěvačka Lzzy Hale z Halestorm ho zastoupila na některých vystoupeních.

## Členové skupiny

### Současní
- Dave Sabo – rytmická kytara, doprovodný zpěv (1986–1996, 1999–dosud)
- Rachel Bolan – baskytara, doprovodný zpěv (1986–1996, 1999–dosud)
- Scotti Hill – sólová kytara, doprovodný zpěv (1987–dosud)
- Rob Hammersmith – bicí (2010–dosud)

### Dřívejší
- Matt Fallon – zpěv (1986–1987)
- Sebastian Bach – zpěv (1987–1996)
- Rob Affuso – bicí (1987–1996)
- Johnny Solinger – zpěv (1999–2015)
- Phil Varone – bicí (2000–2004)
- Tony Harnell – zpěv (2015)
- Dave Gara – bicí (2004–2010)
- ZP Theart – zpěv (2016–2022)
- Erik Grönwall – zpěv (2022–2024)

### Hosté
- Rick Marty – kytara (1994)
- Keri Kelli – kytara (2005, 2008)
- Ryan Cook – kytara (2007, 2012, 2019)
- Alex Grossi – kytara (2008)
- Johny Dey – kytara (2015)
- Casey Sproatt – kytara (2022), baskytara (2023)
- Lzzy Hale – zpěv (2024)

## Diskografie
Studiová alba
- Skid Row (1989)
- Slave to the Grind (1991)
- Subhuman Race (1995)
- Thickskin (2003)
- Revolutions per Minute (2006)
- The Gang's All Here (2022)